# Tensta
Pour les articles homonymes, voir Tensta (homonymie).
Tensta est une paroisse suédoise de la province d'Uppland, située sur le territoire de la commune d'Uppsala, dans le comté d'Uppsala. La superficie de la paroisse est de 10 476 hectares.

## Démographie
| Année      | 1890  | 1917  | 2006  |
| ---------- | ----- | ----- | ----- |
| Population | 1 409 | 1 492 | 1 728 |

## Lieux et monuments
- Cairns remontant à l'âge du bronze
- Gödåker: important cimetière de l'âge du fer avec présence de tumuli et de pierres dressées
- Pierres runiques datant de l'époque des Vikings
- Église gothique du XIIIe siècle: on y trouve des peintures réalisées par Johannes Rosenrod en 1437

## Personnages célèbres
- Anders Sparrman (1748-1820): naturaliste suédois né à Tensta